# Östra Husby
Östra Husby is een plaats in de gemeente Norrköping in het landschap Östergötland en de provincie Östergötlands län in Zweden. De plaats heeft 774 inwoners (2005) en een oppervlakte van 82 hectare.

## Verkeer en vervoer
Bij de plaats loopt de Länsväg 209.